# Дирден, Джон Фрэнсис
Джон Фрэнсис Дирден (англ. John Francis Dearden; 15 октября 1907, Валли-Фолс, Род-Айленд, США — 1 августа 1988, Саутфилд, США) — американский кардинал. Титулярный епископ Сарепты и коадъютор с правом наследования Питтсбурга с 13 марта 1948 по 22 декабря 1950. Епископ Питтсбурга с 22 декабря 1950 по 18 декабря 1958. Архиепископ Детройта с 18 декабря 1958 по 15 июля 1980. Кардинал-священник с титулом церкви Сан-Пио X-алла-Балдуина с 28 апреля 1969.